# Yvette Vickers
Yvette Vickers (nacida Yvette lola Vedder; 26 de agosto de 1928 – c. 2010) fue una actriz, modelo pin-up y cantante estadounidense.

## Primeros años y carrera
Vickers nació en Kansas City, Misuri, hija del músico de jazz Charles Vedder. De pequeña acompañó a sus padres en los viajes que imponían sus actuaciones. Asistió a la Universidad de California, Los Ángeles, y estudió Periodismo. Mientras estaba en UCLA tomó clases de interpretación y descubrió que le gustaba, por lo que cambió su titulación a Teatro y pronto comenzó a realizar anuncios televisivos. Más tarde se mudó a Nueva York para modelar en anuncios de champú de White Rain, pero finalmente regresó a California para perseguir una carrera como actriz.
Su debut cinematográfico fue con el nombre "Yvette Vedder" en Sunset Boulevard (1950), a pesar de que no figura en los créditos de producción. Estrenó el apellido Vickers en Short Cut to Hell (1957), dirigida por James Cagney. Ese mismo año fue protagonista en Reform School Girl, de American International Pictures. Su imagen se utilizó para el cartel de la película, donde aparece luchando contra Gloria Castillo. Esta pieza gráfica se ha convertido con los años en un artículo de coleccionista.
En 1958 fue Honey Parker en El ataque de la mujer de 50 pies, filme donde interpreta a una mujerzuela de ciudad que tiene un affaire con Harry Archer (William Hudson), quién está casado con Nancy Archer (Allison Hayes). El año siguiente interpretó el papel de Liz Walker en Attack of the Giant Leeches. Durante el mismo período tuvo varias apariciones en series de televisión.
En julio de 1959 fue Playmate del Mes para la revista Playboy, con fotografías por Russ Meyer. También apareció en otras varias revistas para hombres. Sus papeles en el cine comenzaron a decrecer alrededor de esta época. Interpretó roles menores a partir de 1962, incluyendo uno modesto en Hud (1963). Su última aparición fue en Evil Spirits, película de terror de 1991.
Vickers también fue cantante y en la década de los 90 lanzó un CD de jazz dedicado a sus padres, titulado Tribute to Charlie and Maria. En 2005 visitó Canadá por primera vez para aparecer en el Festival de Cine Clásico de Toronto. Fue invitada del entrevistador Tom Weaver en el audiocomentario de lanzamiento del DVD El ataque de la mujer de 50 pies. Antes de fallecer escribió su autobiografía.

## Vida personal
Vickers se casó con Don Prell en 1953, pero se divorciaron apenas 4 años más tarde. Su segundo matrimonio (1959) fue con Leonard Burns, pero se divorciaron en 1961. Su tercer matrimonio (1967-69) fue con Tom Howland. Vickers no tuvo hijos ni volvió a casarse, pero mantuvo una larga relación con el actor Jim Hutton.

## Fallecimiento
Vickers fue vista por última vez con vida en 2010. Se había separado de su familia extendida, y su cuerpo momificado fue descubierto el 27 de abril de 2011 en su hogar de Benedict Canyon, Los Ángeles (10021 Westwanda Drive), por la actriz y vecina Susan Savage. La fecha exacta de su fallecimiento es incierta, pero especialistas forenses concluyeron que debía llevar por lo menos un año muerta antes del descubrimiento de su cuerpo. No había señales de homicidio, pero tras una autopsia el Examinador Médico del Condado de Los Ángeles dictaminó que la causa de muerte fue insuficiencia cardíaca producto de una enfermedad de las arterias coronarias. Sus restos fueron cremados.